# Crisis económica en Costa Rica (1980-1982)
La crisis económica en Costa Rica entre 1980 y 1982 fue una grave crisis financiera que azotó al país centroamericano en la década de los ochenta durante la administración de Rodrigo Carazo Odio. Se le considera una de las peores crisis económicas en la historia del país y la peor del siglo XX.
La crisis causó estragos en la economía de Costa Rica que en aquel momento dependía casi enteramente de las exportaciones de café y banano que enfrentaron una caída internacional en sus precios. El déficit fiscal costarricense rondaba el 11% que, aunado a un déficit para financiar todo el sector público, provocó que el país cayera en mora ante los organismos internacionales que cortaron el acceso a financiamiento. Durante este período el desempleo se duplicó del 4.4% en 1979 al 9.4% en 1982. Algunas de las consecuencias económicas que se suscitaron incluyeron desabastecimiento, hiperinflación, una devaluación acelerada del colón y un alto malestar popular.

## Causas
Si bien las causas exactas son sujeto de debate, algunas de las que han sido señaladas incluyen lo siguiente:
- El conflicto con la vecina Nicaragua, en aquel entonces sumida en guerra civil y durante el cual el gobierno costarricense apoyaba a los rebeldes sandinistas provocando tensiones militares con el régimen de Somoza.[6][7]
- La crisis del petróleo.[6][8]
- El enfrentamiento entre el gobierno de Costa Rica presidido por Carazo y los organismos como el Fondo Monetario Internacional (declarado "non grato" por la administración Carazo) que cerró el acceso del país a préstamos internacionales, lo que obligó a Carazo a financiarse por medio de la impresión de letras del tesoro del Banco Central de Costa Rica, provocando hiperinflación.[6]
- La baja internacional en precios del café, columna medular de la economía costarricense en esa época.[6][8]
- El aumento desmedido del gasto público y el déficit fiscal.[6][8]

Mientras algunos hacen recaer la responsabilidad de la crisis en Carazo y su gestión, otros consideran que los efectos que provocaron la crisis iniciaron mucho antes en las previas administraciones, cosa que el propio Carazo denunció siendo candidato presidencial. Otros consideran que la crisis fue multifactorial y no puede señalarse un único responsable.

## Consecuencias
El impopular Gobierno de Carazo enfrentó una serie de protestas y manifestaciones populares multitudinarias. Además la oficialista Coalición Unidad sufriría una grave derrota en las elecciones presidenciales de Costa Rica de 1982 donde el candidato opositor Luis Alberto Monge del Partido Liberación Nacional obtendría una contundente victoria por avalancha. Monge asumiría las riendas del país iniciando una serie de procesos para paliar la crisis que incluyeron; reajuste fiscal y del cobro de servicios públicos, reducción del aparato estatal y aplicación de las ordenanzas del FMI especialmente en lo referente a los recortes de gasto público (durante la administración Monge se dio el primer programa de ajuste estructural) y generosas ayudas económicas provenientes de los Estados Unidos que buscaban contrarrestar la influencia del sandinismo en la región.